# Сахифа Хаммама ибн Мунаббиха
«Ас-Сахи́фа ас-Сахи́ха» (араб. الصحيفة الصحيحة‎) или «Сахифа Хамма́ма ибн Муна́ббиха от Абу́ Хура́йры» (араб. صحيفة همام بن منبه عن أبي هريرة‎) — сборник хадисов-преданий Хаммама ибн Мунаббиха об исламском пророке Мухаммеде со слов его сподвижника Абу Хурайры. Сборник Хаммама ибн Мунаббиха составлен в середине I века хиджры и возможно является одним из самых ранних известных сборников хадисов.

## Автор
Хаммам ибн Мунаббих (ум. 728) был учеником Абу Хурайры (ум. 676), присутствовал на его собраниях и записывал хадисы непосредственно от него. Он хорошо известен среди хадисоведов (мухаддисов), как заслуживающий доверия передатчик (рави).

## Описание
«Сахифа» («страница», «лист») Хаммама ибн Мунаббиха является одной из трёх «сахиф» (две другие: «ас-Сахифа ас-Садика» Абдуллаха ибн Амра ибн аль-Аса и «Сахифа» Джабира ибн Абдуллаха аль-Ансари). Сборник Ибн Мунаббиха был найден в архивах Берлина и Дамаска и в нём содержится 138 хадисов. Полностью все хадисы из этого сборника присутствуют в «Муснаде» Ахмада ибн Ханбаля, а часть из них содержится в «Джами’е» Муаммара ибн Рашида и в «Сахихах» аль-Бухари и Муслима. Сходство хадисов, приведённых в Сахифе и в более поздних сборниках, подтверждает их подлинность.
Среди хадисоведов распространены несколько названий этого сборника:
- «Ну́сха Хамма́м» (نسخة همام‎) — в «Фихрис Ибн Хайр» и у аз-Захаби.
- «Нусха сахи́ха» (نسخة صحيحة‎) — в «Халаса тазхиб тахзиб аль-Камаль» аль-Хазраджи.
- «Сахифа Хаммам» (صحيفة همام‎) — в «Вафаят Ибн Раби’», «Шарх Муслим» ан-Навави, «ат-Тахбир» Абу Са‘д ас-Сам‘ани и другие.
- «ас-Сахифа ас-Сахиха» (الصحيفة الصحيحة‎) — в «Сияр» аз-Захаби, «Хадия аль-’арифин», «аль-А’лам» и в «Кашф аз-зунун».